# Pokal evropskih prvakov 1982/83 (hokej na ledu)
Pokal evropskih prvakov 1982/83 je osemnajsta sezona hokejskega pokala, ki je potekal med 12. oktobrom in 28. avgustom. Naslov evropskega pokalnega zmagovalca je osvojil klub CSKA Moskva.

## Tekme

### Prvi krog
| 1. klub             | Rezultat          | 2. klub       |
| ------------------- | ----------------- | ------------- |
| Casco Viejo Bilbao  | 7:2, 6:4          | CSG Grenoble  |
| HC Steaua Bucureşti | 11:5, 3:2         | Újpesti TE    |
| Vålerenga           | 2:6, 2:16         | Dynamo Berlin |
| VEU Feldkirch       | 4:2, 2:4 (3:4 KS) | EHC Arosa     |

### Drugi krog
| 1. klub            | Rezultat  | 2. klub             |
| ------------------ | --------- | ------------------- |
| Casco Viejo Bilbao | 8:11, 1:9 | Flyers Heerenveen   |
| AIK                | 7:2, 5:9  | Dynamo Berlin       |
| HC Bolzano         | 5:1, 3:0  | HC Steaua Bucureşti |
| HK Jesenice        | 2:6, 7:9  | EHC Arosa           |

### Tretji krog
| 1. klub           | Rezultat   | 2. klub         |
| ----------------- | ---------- | --------------- |
| HC Bolzano        | 2:11, 1:12 | CSKA Moskva     |
| Flyers Heerenveen | 2:11, 3:5  | Tappara Tampere |
| AIK               | 6:3, 4:8   | SB Rosenheim    |
| EHC Arosa         | 1:3, 2:4   | Dukla Jihlava   |

### Finalna skupina
| 1. klub         | Rezultat | 2. klub       |
| --------------- | -------- | ------------- |
| Tappara Tampere | 3:3      | Dukla Jihlava |
| CSKA Moskva     | 5:1      | SB Rosenheim  |
| CSKA Moskva     | 3:1      | Dukla Jihlava |
| Tappara Tampere | 3:3      | SB Rosenheim  |
| Dukla Jihlava   | 5:0      | SB Rosenheim  |
| Tappara Tampere | 0:6      | CSKA Moskva   |

#### Lestvica
| Poz | Klub            | Točke |
| 1   | CSKA Moskva     | 6     |
| 2   | Dukla Jihlava   | 3     |
| 3   | Tappara Tampere | 2     |
| 4   | SB Rosenheim    | 1     |